# 알칼리성 인산가수분해효소
알칼리성 인산가수분해효소(영어: alkaline phosphatase) (EC 3.1.3.1)는 86 킬로달톤의 동종이량체 단백질 효소이다. 염기성 인산가수분해효소(영어: basic phosphatase)라고도 한다. 각각의 단량체는 촉매 기능에 중요한 5개의 시스테인 잔기 2개의 아연 원자 및 1개의 마그네슘 원자를 포함하며, 알칼리성 pH 환경에서 최적의 활성을 나타낸다.

## 같이 보기
- 인산가수분해효소
- 산성 인산가수분해효소